# Sitio de interés científico de las Salinas de Fuencaliente
El Sitio de interés científico de Las Salinas de Fuencaliente es un espacio protegido que se encuentra en el municipio de Fuencaliente, en la parte más meridional de la isla de La Palma (Canarias, España).

## Características
Posee una extensión de 7 hectáreas. La Ley 12/1987 la incluyó dentro del parque natural de Cumbre Vieja y Teneguía, aunque en 1994 pasó a obtener la categoría actual. Se encuentra dentro del Monumento Natural de Los Volcanes de Teneguía, donde tuvo lugar la erupción volcánica de 1971.
Las salinas no son típicas de las Canarias occidentales, siendo este uno de sus principales representantes. Se compone de una serie de salinas construidas para la obtención de sal. En ellas habitan varias especies de aves limícolas. Como el resto de la isla, se encuentra dentro de la Reserva de la Biosfera de La Palma.